# Louis Secco
Louis John Secco (Trail, 18 gennaio 1927 – 27 ottobre 2008) è stato un hockeista su ghiaccio canadese.

## Palmarès

### Olimpiadi invernali
- Oro a Oslo 1952 nell'hockey su ghiaccio.